# Elaeagnus difficilis
Elaeagnus difficilis är en havtornsväxtart som beskrevs av Servettaz. Elaeagnus difficilis ingår i släktet silverbuskar, och familjen havtornsväxter. Utöver nominatformen finns också underarten E. d. brevistyla.